# Премия «Золотой глобус» за лучшую мужскую роль — комедия или мюзикл
Премия «Золотой глобус» за лучшую мужскую роль в комедии или мюзикле — престижная награда Голливудской ассоциации иностранной прессы, присуждаемая ежегодно с 1951 года. Первоначально категория носила название «Лучшая мужская роль в художественном фильме». С 1951 года было введено разграничение по жанрам: «Лучшая мужская роль в комедии или мюзикле» и «Лучшая мужская роль в драме».
Официальное название премии неоднократно менялось с момента её основания и по состоянию на 2005 год, звучало как «Лучшая игра актёра в кинокомедии или мюзикле».
Ниже приведён полный список победителей и номинантов.  Имена победителей выделены отдельным цветом. 

## 1951—1960
| Год  | Церемония | Фотографии лауреатов                                                                          | Лауреаты и номинанты                                           |
| ---- | --------- | --------------------------------------------------------------------------------------------- | -------------------------------------------------------------- |
| 1951 | 8-я       |                                                                                               | • Фред Астер — «Три коротких слова» за роль Берта Кэлмара      |
| 1951 | 8-я       | • Дэн Дэйли — «Когда Вилли возвращался домой» за роль Уильяма Клаггса                         |                                                                |
| 1951 | 8-я       | • Гарольд Ллойд — «Сумасшедшая среда, или Грех Гарольда Диддлбока» за роль Гарольда Диддлбока |                                                                |
| 1952 | 9-я       |                                                                                               | • Дэнни Кей — «На Ривьере» за роль Джека Мартина/Генри Дюрана  |
| 1952 | 9-я       | • Бинг Кросби — «Жених возвращается» за роль Пита Гарви                                       |                                                                |
| 1952 | 9-я       | • Джин Келли — «Американец в Париже» за роль Джерри Маллигана                                 |                                                                |
| 1953 | 10-я      |                                                                                               | • Дональд О’Коннор — «Поющие под дождём» за роль Космо Брауна  |
| 1953 | 10-я      | • Дэнни Кей — «Ханс Кристиан Андерсен» за роль Ханса Кристиана Андерсена                      |                                                                |
| 1953 | 10-я      | • Клифтон Уэбб — «Звёзды и полоски навсегда» за роль Джона Филипа Сусы                        |                                                                |
| 1954 | 11-я      |                                                                                               | • Дэвид Нивен — «Луна голубая» за роль Дэвида Слейтера         |
| 1955 | 12-я      |                                                                                               | • Джеймс Мэйсон — «Звезда родилась» за роль Нормана Мэйна      |
| 1956 | 13-я      |                                                                                               | • Том Юэлл — «Зуд седьмого года» за роль Ричарда Шермана       |
| 1957 | 14-я      |                                                                                               | • Кантинфлас — «Вокруг света за 80 дней» за роль Жана Паспарту |
| 1957 | 14-я      | • Марлон Брандо — «Чайная церемония» за роль Сакини                                           |                                                                |
| 1957 | 14-я      | • Дэнни Кей — «Придворный шут» за роль Хьюберта Хоукинса                                      |                                                                |
| 1957 | 14-я      | • Юл Бриннер — «Король и я» за роль короля Монгкута                                           |                                                                |
| 1957 | 14-я      | • Гленн Форд — «Чайная церемония» за роль капитана Фисби                                      |                                                                |
| 1958 | 15-я      |                                                                                               | • Фрэнк Синатра — «Приятель Джои» за роль Джои Эванса          |
| 1958 | 15-я      | • Морис Шевалье — «Любовь после полудня» за роль Клода Шавасса                                |                                                                |
| 1958 | 15-я      | • Гленн Форд — «Не подходи к воде» за роль лейтенанта Дж. Г. Макса Сигела                     |                                                                |
| 1958 | 15-я      | • Дэвид Нивен — «Мой слуга Годфри» за роль Годфри Смита                                       |                                                                |
| 1958 | 15-я      | • Тони Рэндалл — «Испортит ли успех Рока Хантера?» за роль Рокуэлла Хантера                   |                                                                |
| 1959 | 16-я      |                                                                                               | • Дэнни Кей — «Я и полковник» за роль С. Л. Якобовски          |
| 1959 | 16-я      | • Кларк Гейбл — «Любимец учителя» за роль Джеймса Гэннона                                     |                                                                |
| 1959 | 16-я      | • Луи Журдан — «Жижи» за роль Гастона Лашеля                                                  |                                                                |
| 1959 | 16-я      | • Морис Шевалье — «Жижи» за роль Оноре Лашеля                                                 |                                                                |
| 1959 | 16-я      | • Кэри Грант — «Милый сэр» за роль Филипа Адамса                                              |                                                                |
| 1960 | 17-я      |                                                                                               | • Джек Леммон — «В джазе только девушки» за роль Джерри/Дафны  |
| 1960 | 17-я      | • Кэри Грант — «Операция „Нижняя юбка“» за роль Мэтта Шермана                                 |                                                                |
| 1960 | 17-я      | • Дин Мартин — «Кто была та леди?» за роль Майкла Хэни                                        |                                                                |
| 1960 | 17-я      | • Кларк Гейбл — «Но не для меня» за роль Расселла Уорда                                       |                                                                |
| 1960 | 17-я      | • Сидни Пуатье — «Порги и Бесс» за роль Порги                                                 |                                                                |

## 1961—1970
| Год  | Церемония | Фотографии лауреатов                                                                       | Лауреаты и номинанты                                                      |
| ---- | --------- | ------------------------------------------------------------------------------------------ | ------------------------------------------------------------------------- |
| 1961 | 18-я      |                                                                                            | • Джек Леммон — «Квартира» за роль Си Си Бакстера                         |
| 1961 | 18-я      | • Дирк Богард — «Нескончаемая песня» за роль Франца Листа                                  |                                                                           |
| 1961 | 18-я      | • Кантинфлас — «Мексиканец в Голливуде» за роль Пепе                                       |                                                                           |
| 1961 | 18-я      | • Кэри Грант — «Трава зеленее» за роль Виктора                                             |                                                                           |
| 1961 | 18-я      | • Боб Хоуп — «Правда жизни» за роль Ларри Гилберта                                         |                                                                           |
| 1962 | 19-я      |                                                                                            | • Гленн Форд — «Пригоршня чудес» за роль Дэйва                            |
| 1962 | 19-я      | • Фред Астер — «В его приятной компании» за роль Пого Пула                                 |                                                                           |
| 1962 | 19-я      | • Ричард Беймер — «Вестсайдская история» за роль Тони                                      |                                                                           |
| 1962 | 19-я      | • Фред Макмюррей — «Отмороженный профессор» за роль Неда Брейнарда                         |                                                                           |
| 1962 | 19-я      | • Боб Хоуп — «Холостяк в раю» за роль Адама Найлса                                         |                                                                           |
| 1963 | 20-я      |                                                                                            | • Марчелло Мастроянни — «Развод по-итальянски» за роль Фердинандо         |
| 1963 | 20-я      | • Стивен Бойд — «Джамбо Билли Роуза» за роль Сэма Роулинза                                 |                                                                           |
| 1963 | 20-я      | • Джимми Дуранте — «Джамбо Билли Роуза» за роль Энтони Уандера                             |                                                                           |
| 1963 | 20-я      | • Чарлтон Хестон — «Голубь, который захватил Рим» за роль Пола Макдугалла                  |                                                                           |
| 1963 | 20-я      | • Роберт Престон — «Музыкант» за роль Гарольда Хилла                                       |                                                                           |
| 1963 | 20-я      | • Кэри Грант — «Этот мех норки» за роль Филипа Шейна                                       |                                                                           |
| 1963 | 20-я      | • Карл Молден — «Джипси» за роль Герби Саммерса                                            |                                                                           |
| 1963 | 20-я      | • Джеймс Стюарт — «Мистер Хоббс берёт выходной» за роль Роджера Хоббса                     |                                                                           |
| 1964 | 21-я      |                                                                                            | • Альберто Сорди — «Дьявол» за роль Амедео Ферретти                       |
| 1964 | 21-я      | • Альберт Финни — «Том Джонс» за роль Тома Джонса                                          |                                                                           |
| 1964 | 21-я      | • Кэри Грант — «Шарада» за роль Питера Джошуа                                              |                                                                           |
| 1964 | 21-я      | • Джек Леммон — «Нежная Ирма» за роль Нестора Пату                                         |                                                                           |
| 1964 | 21-я      | • Джек Леммон — «Под деревом любви» за роль Хогана                                         |                                                                           |
| 1964 | 21-я      | • Джеймс Гарнер — «Хитрые дельцы» за роль Генри Тайрона                                    |                                                                           |
| 1964 | 21-я      | • Фрэнк Синатра — «Приди и протруби в свой рог» за роль Алана Баркера                      |                                                                           |
| 1964 | 21-я      | • Джонатан Уинтерс — «Этот безумный, безумный, безумный, безумный мир» за роль Ленни Пайка |                                                                           |
| 1965 | 22-я      |                                                                                            | • Рекс Харрисон — «Моя прекрасная леди» за роль профессора Генри Хиггинса |
| 1965 | 22-я      | • Марчелло Мастроянни — «Брак по-итальянски» за роль Доменико Сориано                      |                                                                           |
| 1965 | 22-я      | • Питер Селлерс — «Розовая пантера» за роль инспектора Клузо                               |                                                                           |
| 1965 | 22-я      | • Дик Ван Дайк — «Мэри Поппинс» за роль Берта                                              |                                                                           |
| 1965 | 22-я      | • Питер Устинов — «Топкапи» за роль Артура Симпсона                                        |                                                                           |
| 1966 | 23-я      |                                                                                            | • Ли Марвин — «Кэт Баллу» за роль Кида Шелина/Тима Строна                 |
| 1966 | 23-я      | • Альберто Сорди — «Воздушные приключения» за роль графа Эмилио Понтичелли                 |                                                                           |
| 1966 | 23-я      | • Джек Леммон — «Большие гонки» за роль профессора Фэйта                                   |                                                                           |
| 1966 | 23-я      | • Джерри Льюис — «Боинг-Боинг» за роль Роберта Рида                                        |                                                                           |
| 1966 | 23-я      | • Джейсон Робардс — «Тысяча клоунов» за роль Мюррэя Бёрнса                                 |                                                                           |
| 1967 | 24-я      |                                                                                            | • Алан Аркин — «Русские идут! Русские идут!» за роль лейтенанта Розанова  |
| 1967 | 24-я      | • Алан Бейтс — «Девушка Джорджи» за роль Джоса Джоунса                                     |                                                                           |
| 1967 | 24-я      | • Лайонел Джеффрис — «Шпион с холодным носом» за роль Стэнли Фаркуара                      |                                                                           |
| 1967 | 24-я      | • Майкл Кейн — «Гамбит» за роль Гарри Тристана Дина                                        |                                                                           |
| 1967 | 24-я      | • Уолтер Маттау — «Азарт удачи» за роль Уилли Гингрича                                     |                                                                           |
| 1968 | 25-я      |                                                                                            | • Ричард Харрис — «Камелот» за роль короля Артура                         |
| 1968 | 25-я      | • Рекс Харрисон — «Доктор Дулиттл» за роль доктора Джона Дулиттла                          |                                                                           |
| 1968 | 25-я      | • Ричард Бёртон — «Укрощение строптивой» за роль Петруччо                                  |                                                                           |
| 1968 | 25-я      | • Уго Тоньяцци — «Аморальный» за роль Серджо Мазини                                        |                                                                           |
| 1968 | 25-я      | • Дастин Хоффман — «Выпускник» за роль Бена Брэддока                                       |                                                                           |
| 1969 | 26-я      |                                                                                            | • Рон Муди — «Оливер!» за роль Феджина                                    |
| 1969 | 26-я      | • Джек Леммон — «Странная парочка» за роль Феликса Унгара                                  |                                                                           |
| 1969 | 26-я      | • Фред Астер — «Радуга Финиана» за роль Финиана Маклонергана                               |                                                                           |
| 1969 | 26-я      | • Зеро Мостел — «Продюсеры» за роль Макса Биалистока                                       |                                                                           |
| 1969 | 26-я      | • Уолтер Маттау — «Странная парочка» за роль Оскара Мэдисона                               |                                                                           |
| 1970 | 27-я      |                                                                                            | • Питер О’Тул — «До свидания, мистер Чипс» за роль Артура Чиппинга        |
| 1970 | 27-я      | • Стив Маккуин — «Воры» за роль Буна Хогганбека                                            |                                                                           |
| 1970 | 27-я      | • Энтони Куинн — «Тайна Санта-Виттории» за роль Итало Бомболини                            |                                                                           |
| 1970 | 27-я      | • Дастин Хоффман — «Джон и Мэри» за роль Джона                                             |                                                                           |
| 1970 | 27-я      | • Ли Марвин — «Золото Калифорнии» за роль Бена Рамсона                                     |                                                                           |

## 1971—1980
| Год  | Церемония | Фотографии лауреатов                                                            | Лауреаты и номинанты                                                   | Лауреаты и номинанты                                                   |                                                                        |
| ---- | --------- | ------------------------------------------------------------------------------- | ---------------------------------------------------------------------- | ---------------------------------------------------------------------- | ---------------------------------------------------------------------- |
| 1971 | 28-я      |                                                                                 | • Альберт Финни — «Скрудж» за роль Скруджа                             | • Альберт Финни — «Скрудж» за роль Скруджа                             | • Альберт Финни — «Скрудж» за роль Скруджа                             |
| 1971 | 28-я      | • Джек Леммон — «Приезжие» за роль Джорджа Келлермана                           |                                                                        |                                                                        |                                                                        |
| 1971 | 28-я      | • Ричард Бенджамин — «Дневник безумной домохозяйки» за роль Джонатана Болсера   |                                                                        |                                                                        |                                                                        |
| 1971 | 28-я      | • Эллиотт Гулд — «Военно-полевой госпиталь» за роль Джона Макинтайра            |                                                                        |                                                                        |                                                                        |
| 1971 | 28-я      | • Дональд Сазерленд — «Военно-полевой госпиталь» за роль Бенджамина Пирса       |                                                                        |                                                                        |                                                                        |
| 1972 | 29-я      |                                                                                 | • Хаим Тополь — «Скрипач на крыше» за роль Тэви                        | • Хаим Тополь — «Скрипач на крыше» за роль Тэви                        | • Хаим Тополь — «Скрипач на крыше» за роль Тэви                        |
| 1972 | 29-я      | • Уолтер Маттау — «Котч» за роль Джозефа Котчера                                |                                                                        |                                                                        |                                                                        |
| 1972 | 29-я      | • Бад Корт — «Гарольд и Мод» за роль Гарольда Чейзена                           |                                                                        |                                                                        |                                                                        |
| 1972 | 29-я      | • Дин Джоунс — «Утка за миллион долларов» за роль профессора Дули               |                                                                        |                                                                        |                                                                        |
| 1972 | 29-я      | • Джин Уайлдер — «Вилли Вонка и шоколадная фабрика» за роль Вилли Вонки         |                                                                        |                                                                        |                                                                        |
| 1973 | 30-я      |                                                                                 | • Джек Леммон — «Аванти!» за роль Уэнделла Армбрустера                 | • Джек Леммон — «Аванти!» за роль Уэнделла Армбрустера                 | • Джек Леммон — «Аванти!» за роль Уэнделла Армбрустера                 |
| 1973 | 30-я      | • Питер О’Тул — «Человек из Ла Манчи» за роль Мигеля Сервантеса/Дона Кихота     |                                                                        |                                                                        |                                                                        |
| 1973 | 30-я      | • Уолтер Маттау — «Пит и Тилли» за роль Пита                                    |                                                                        |                                                                        |                                                                        |
| 1973 | 30-я      | • Эдвард Альберт — «Бабочки свободны» за роль Дона Бейкера                      |                                                                        |                                                                        |                                                                        |
| 1973 | 30-я      | • Чарлз Гродин — «Разбивающий сердца» за роль Ленни Кантроу                     |                                                                        |                                                                        |                                                                        |
| 1974 | 31-я      |                                                                                 | • Джордж Сигал — «С шиком» за роль Стива Блэкбёрна                     | • Джордж Сигал — «С шиком» за роль Стива Блэкбёрна                     | • Джордж Сигал — «С шиком» за роль Стива Блэкбёрна                     |
| 1974 | 31-я      | • Тед Нили — «Иисус Христос — суперзвезда» за роль Иисуса Христа                |                                                                        |                                                                        |                                                                        |
| 1974 | 31-я      | • Карл Андерсон — «Иисус Христос — суперзвезда» за роль Иуды Искариота          |                                                                        |                                                                        |                                                                        |
| 1974 | 31-я      | • Ричард Дрейфус — «Американские граффити» за роль Курта Хендерсона             |                                                                        |                                                                        |                                                                        |
| 1974 | 31-я      | • Райан О’Нил — «Бумажная луна» за роль Мозеса Прея                             |                                                                        |                                                                        |                                                                        |
| 1975 | 32-я      |                                                                                 | • Арт Карни — «Гарри и Тонто» за роль Гарри Кумбса                     | • Арт Карни — «Гарри и Тонто» за роль Гарри Кумбса                     | • Арт Карни — «Гарри и Тонто» за роль Гарри Кумбса                     |
| 1975 | 32-я      | • Уолтер Маттау — «Первая полоса» за роль Уолтера Бёрнса                        |                                                                        |                                                                        |                                                                        |
| 1975 | 32-я      | • Бёрт Рейнольдс — «Самый длинный ярд» за роль Пола Крю                         |                                                                        |                                                                        |                                                                        |
| 1975 | 32-я      | • Джек Леммон — «Первая полоса» за роль Хилди Джонсона                          |                                                                        |                                                                        |                                                                        |
| 1975 | 32-я      | • Джеймс Эрл Джонс — «Клодин» за роль Руперта Маршалла                          |                                                                        |                                                                        |                                                                        |
| 1976 | 33-я      |                                                                                 | • Уолтер Маттау — «Солнечные мальчики» за роль Уилли Кларка            |                                                                        |                                                                        |
| 1976 | 33-я      | • Джордж Бёрнс — «Солнечные мальчики» за роль Эла Льюиса                        |                                                                        |                                                                        |                                                                        |
| 1976 | 33-я      | • Уоррен Битти — «Шампунь» за роль Джорджа Раунди                               |                                                                        |                                                                        |                                                                        |
| 1976 | 33-я      | • Питер Селлерс — «Возвращение Розовой Пантеры» за роль инспектора Клузо        |                                                                        |                                                                        |                                                                        |
| 1976 | 33-я      | • Джеймс Каан — «Смешная леди» за роль Билли Роуза                              |                                                                        |                                                                        |                                                                        |
| 1977 | 34-я      |                                                                                 | • Крис Кристофферсон — «Звезда родилась» за роль Джона Нормана Ховарда | • Крис Кристофферсон — «Звезда родилась» за роль Джона Нормана Ховарда | • Крис Кристофферсон — «Звезда родилась» за роль Джона Нормана Ховарда |
| 1977 | 34-я      | • Питер Селлерс — «Розовая Пантера наносит новый удар» за роль инспектора Клузо |                                                                        |                                                                        |                                                                        |
| 1977 | 34-я      | • Мел Брукс — «Немое кино» за роль Мела Фанна                                   |                                                                        |                                                                        |                                                                        |
| 1977 | 34-я      | • Джек Уэстон — «Риц» за роль Гаэтано Прокло                                    |                                                                        |                                                                        |                                                                        |
| 1977 | 34-я      | • Джин Уайлдер — «Серебряная стрела» за роль Джорджа Колдуэлла                  |                                                                        |                                                                        |                                                                        |
| 1978 | 35-я      |                                                                                 | • Ричард Дрейфус — «До свидания, дорогая» за роль Эллиота Гарфилда     | • Ричард Дрейфус — «До свидания, дорогая» за роль Эллиота Гарфилда     | • Ричард Дрейфус — «До свидания, дорогая» за роль Эллиота Гарфилда     |
| 1978 | 35-я      | • Вуди Аллен — «Энни Холл» за роль Элви Сингера                                 |                                                                        |                                                                        |                                                                        |
| 1978 | 35-я      | • Мел Брукс — «Страх высоты» за роль доктора Ричарда Торндайка                  |                                                                        |                                                                        |                                                                        |
| 1978 | 35-я      | • Джон Траволта — «Лихорадка субботнего вечера» за роль Тони Манеро             |                                                                        |                                                                        |                                                                        |
| 1978 | 35-я      | • Роберт Де Ниро — «Нью-Йорк, Нью-Йорк» за роль Джимми Дойла                    |                                                                        |                                                                        |                                                                        |
| 1979 | 36-я      |                                                                                 | • Уоррен Битти — «Небеса могут подождать» за роль Джо Пендлтона        | • Уоррен Битти — «Небеса могут подождать» за роль Джо Пендлтона        | • Уоррен Битти — «Небеса могут подождать» за роль Джо Пендлтона        |
| 1979 | 36-я      | • Джордж К. Скотт — «Фильм, фильм» за роль Главса Мэллоя/Спэтса Бакстера        |                                                                        |                                                                        |                                                                        |
| 1979 | 36-я      | • Алан Алда — «В это же время, в следующем году» за роль Джорджа                |                                                                        |                                                                        |                                                                        |
| 1979 | 36-я      | • Гэри Бьюзи — «История Бадди Холли» за роль Бадди Холли                        |                                                                        |                                                                        |                                                                        |
| 1979 | 36-я      | • Чеви Чейз — «Грязная игра» за роль детектива Тони Карлсона                    |                                                                        |                                                                        |                                                                        |
| 1979 | 36-я      | • Джон Траволта — «Бриолин» за роль Дэнни Зуко                                  |                                                                        |                                                                        |                                                                        |
| 1980 | 37-я      |                                                                                 | • Питер Селлерс — «Будучи там» за роль Чэнса                           | • Питер Селлерс — «Будучи там» за роль Чэнса                           | • Питер Селлерс — «Будучи там» за роль Чэнса                           |
| 1980 | 37-я      | • Дадли Мур — «Десятка» за роль Джорджа Уэббера                                 |                                                                        |                                                                        |                                                                        |
| 1980 | 37-я      | • Бёрт Рейнольдс — «Начать сначала» за роль Фила Поттера                        |                                                                        |                                                                        |                                                                        |
| 1980 | 37-я      | • Рой Шайдер — «Весь этот джаз» за роль Джо Гидеона                             |                                                                        |                                                                        |                                                                        |
| 1980 | 37-я      | • Джордж Хэмилтон — «Любовь с первого укуса» за роль графа Дракулы              |                                                                        |                                                                        |                                                                        |

## 1981—1990
| Год  | Церемония | Фотографии лауреатов                                                                         | Лауреаты и номинанты                                                        |
| ---- | --------- | -------------------------------------------------------------------------------------------- | --------------------------------------------------------------------------- |
| 1981 | 38-я      |                                                                                              | • Рэй Шарки — «Создатель кумиров» за роль Винсента Вакарри                  |
| 1981 | 38-я      | • Нил Даймонд — «Певец джаза» за роль Джесса Робина                                          |                                                                             |
| 1981 | 38-я      | • Уолтер Маттау — «Игра в классики» за роль Майлза Кендига                                   |                                                                             |
| 1981 | 38-я      | • Томми Ли Джонс — «Дочь шахтёра» за роль Дулиттла Линна                                     |                                                                             |
| 1981 | 38-я      | • Пол Ле Мэт — «Мелвин и Говард» за роль Мелвина                                             |                                                                             |
| 1982 | 39-я      |                                                                                              | • Дадли Мур — «Артур» за роль Артура Баха                                   |
| 1982 | 39-я      | • Джордж Хэмилтон — «Зорро, голубой клинок» за роль Диего де ла Веги/Зорро/Рамона де ла Веги |                                                                             |
| 1982 | 39-я      | • Алан Алда — «Времена года» за роль Джека Барроу                                            |                                                                             |
| 1982 | 39-я      | • Уолтер Маттау — «Первый понедельник октября» за роль Дэниэла Сноу                          |                                                                             |
| 1982 | 39-я      | • Стив Мартин — «Гроши с неба» за роль Артура Паркера                                        |                                                                             |
| 1983 | 40-я      |                                                                                              | • Дастин Хоффман — «Тутси» за роль Майкла Дорси/Дороти Майклз               |
| 1983 | 40-я      | • Аль Пачино — «Автора! Автора!» за роль Айвэна Травальяна                                   |                                                                             |
| 1983 | 40-я      | • Питер О’Тул — «Мой лучший год» за роль Алана Суонна                                        |                                                                             |
| 1983 | 40-я      | • Роберт Престон — «Виктор/Виктория» за роль Кэрола Тодда                                    |                                                                             |
| 1983 | 40-я      | • Генри Уинклер — «Ночная смена» за роль Чака                                                |                                                                             |
| 1984 | 41-я      |                                                                                              | • Майкл Кейн — «Воспитание Риты» за роль Фрэнка Брайанта                    |
| 1984 | 41-я      | • Том Круз — «Рискованный бизнес» за роль Джоэла Гудсена                                     |                                                                             |
| 1984 | 41-я      | • Вуди Аллен — «Зелиг» за роль Леонарда Зелига                                               |                                                                             |
| 1984 | 41-я      | • Эдди Мёрфи — «Поменяться местами» за роль Билли Рэя Валентайна                             |                                                                             |
| 1984 | 41-я      | • Мэнди Патинкин — «Йентл» за роль Авигдора                                                  |                                                                             |
| 1985 | 42-я      |                                                                                              | • Дадли Мур — «Микки и Мод» за роль Роба Сэлинджера                         |
| 1985 | 42-я      | • Эдди Мёрфи — «Полицейский из Беверли-Хиллз» за роль Акселя Фоули                           |                                                                             |
| 1985 | 42-я      | • Стив Мартин — «Весь я» за роль Роджера Кобба                                               |                                                                             |
| 1985 | 42-я      | • Билл Мюррей — «Охотники за привидениями» за роль Питера Венкмана                           |                                                                             |
| 1985 | 42-я      | • Робин Уильямс — «Москва на Гудзоне» за роль Владимира Иванова                              |                                                                             |
| 1986 | 43-я      |                                                                                              | • Джек Николсон — «Честь семьи Прицци» за роль Чарли Партанны               |
| 1986 | 43-я      | • Гриффин Данн — «После работы» за роль Пола Хэккетта                                        |                                                                             |
| 1986 | 43-я      | • Джефф Дэниэлс — «Пурпурная роза Каира» за роль Тома Бакстера/Джила Шепарда                 |                                                                             |
| 1986 | 43-я      | • Майкл Дж. Фокс — «Назад в будущее» за роль Марти МакФлая                                   |                                                                             |
| 1986 | 43-я      | • Джеймс Гарнер — «Любовь Мёрфи» за роль Мерфи Джоунса                                       |                                                                             |
| 1987 | 44-я      |                                                                                              | • Пол Хоган — «Данди по прозвищу „Крокодил“» за роль Мика «Крокодила» Данди |
| 1987 | 44-я      | • Джек Леммон — «Это жизнь!» за роль Харви Фэйрчайлда                                        |                                                                             |
| 1987 | 44-я      | • Джефф Дэниэлс — «Дикая штучка» за роль Чарльза Дриггса                                     |                                                                             |
| 1987 | 44-я      | • Дэнни Де Вито — «Безжалостные люди» за роль Сэма Стоуна                                    |                                                                             |
| 1987 | 44-я      | • Мэттью Бродерик — «Феррис Бьюллер берёт выходной» за роль Ферриса Бьюллера                 |                                                                             |
| 1988 | 45-я      |                                                                                              | • Робин Уильямс — «Доброе утро, Вьетнам» за роль Эдриана Кронауэра          |
| 1988 | 45-я      | • Николас Кейдж — «Власть луны» за роль Ронни Каммарери                                      |                                                                             |
| 1988 | 45-я      | • Дэнни Де Вито — «Сбрось маму с поезда» за роль Оуэна Лифта                                 |                                                                             |
| 1988 | 45-я      | • Патрик Суэйзи — «Грязные танцы» за роль Джонни Касла                                       |                                                                             |
| 1988 | 45-я      | • Стив Мартин — «Роксана» за роль Си Ди Бэйлза                                               |                                                                             |
| 1988 | 45-я      | • Уильям Хёрт — «Телевизионные новости» за роль Тома Груника                                 |                                                                             |
| 1989 | 46-я      |                                                                                              | • Том Хэнкс — «Большой» за роль Джошуа Баскина                              |
| 1989 | 46-я      | • Майкл Кейн — «Отпетые мошенники» за роль Лоуренса Джеймисона                               |                                                                             |
| 1989 | 46-я      | • Роберт Де Ниро — «Успеть до полуночи» за роль Джека Уолша                                  |                                                                             |
| 1989 | 46-я      | • Боб Хоскинс — «Кто подставил кролика Роджера» за роль Эдди Валианта                        |                                                                             |
| 1989 | 46-я      | • Джон Клиз — «Рыбка по имени Ванда» за роль Арчи Лича                                       |                                                                             |
| 1990 | 47-я      |                                                                                              | • Морган Фримен — «Шофёр мисс Дэйзи» за роль Хоука Колберна                 |
| 1990 | 47-я      | • Билли Кристал — «Когда Гарри встретил Салли» за роль Гарри Бёрнса                          |                                                                             |
| 1990 | 47-я      | • Майкл Дуглас — «Война Роузов» за роль Оливера Роуза                                        |                                                                             |
| 1990 | 47-я      | • Стив Мартин — «Родители» за роль Джила Бакмена                                             |                                                                             |
| 1990 | 47-я      | • Джек Николсон — «Бэтмен» за роль Джокера                                                   |                                                                             |

## 1991—2000
| Год  | Церемония | Фотографии лауреатов                                                                             | Лауреаты и номинанты                                                         |
| ---- | --------- | ------------------------------------------------------------------------------------------------ | ---------------------------------------------------------------------------- |
| 1991 | 48-я      |                                                                                                  | • Жерар Депардьё — «Вид на жительство» за роль Жоржа                         |
| 1991 | 48-я      | • Маколей Калкин — «Один дома» за роль Кевина Маккалистера                                       |                                                                              |
| 1991 | 48-я      | • Джонни Депп — «Эдвард Руки-ножницы» за роль Эдварда                                            |                                                                              |
| 1991 | 48-я      | • Ричард Гир — «Красотка» за роль Эдварда Льюиса                                                 |                                                                              |
| 1991 | 48-я      | • Патрик Суэйзи — «Привидение» за роль Сэма Уита                                                 |                                                                              |
| 1992 | 49-я      |                                                                                                  | • Робин Уильямс — «Король-рыбак» за роль Пэрри                               |
| 1992 | 49-я      | • Джефф Бриджес — «Король-рыбак» за роль Джека Лукаса                                            |                                                                              |
| 1992 | 49-я      | • Билли Кристал — «Городские пижоны» за роль Митча Роббинса                                      |                                                                              |
| 1992 | 49-я      | • Дастин Хоффман — «Капитан Крюк» за роль капитана Джеймса Крюка                                 |                                                                              |
| 1992 | 49-я      | • Кевин Клайн — «Большая пена» за роль Джеффри Андерсона/доктора Рода Рэндалла                   |                                                                              |
| 1993 | 50-я      |                                                                                                  | • Тим Роббинс — «Игрок» за роль Гриффина Данна                               |
| 1993 | 50-я      | • Тим Роббинс — «Боб Робертс» за роль Боба Робертса                                              |                                                                              |
| 1993 | 50-я      | • Николас Кейдж — «Медовый месяц в Лас-Вегасе» за роль Джека Сингера                             |                                                                              |
| 1993 | 50-я      | • Билли Кристал — «Мистер субботний вечер» за роль Бадди Янга-младшего                           |                                                                              |
| 1993 | 50-я      | • Марчелло Мастроянни — «Второе дыхание» за роль Джо Меледандри                                  |                                                                              |
| 1994 | 51-я      |                                                                                                  | • Робин Уильямс — «Миссис Даутфайр» за роль Дэниэла Хилларда/миссис Даутфайр |
| 1994 | 51-я      | • Джонни Депп — «Бенни и Джун» за роль Сэма                                                      |                                                                              |
| 1994 | 51-я      | • Том Хэнкс — «Неспящие в Сиэтле» за роль Сэма Болдуина                                          |                                                                              |
| 1994 | 51-я      | • Кевин Клайн — «Дэйв» за роль Дэйва Ковика/Билла Митчелла                                       |                                                                              |
| 1994 | 51-я      | • Колм Мини — «Шустрая» за роль Деззи Кёрли                                                      |                                                                              |
| 1995 | 52-я      |                                                                                                  | • Хью Грант — «Четыре свадьбы и одни похороны» за роль Чарльза               |
| 1995 | 52-я      | • Джим Керри — «Маска» за роль Стэнли Ипкисса/Маски                                              |                                                                              |
| 1995 | 52-я      | • Джонни Депп — «Эд Вуд» за роль Эдварда Вуда                                                    |                                                                              |
| 1995 | 52-я      | • Арнольд Шварценеггер — «Джуниор» за роль Алекса Хесса                                          |                                                                              |
| 1995 | 52-я      | • Теренс Стэмп — «Приключения Присциллы, королевы пустыни» за роль Ральфа/Бернадет Бэссенджер    |                                                                              |
| 1996 | 53-я      |                                                                                                  | • Джон Траволта — «Достать коротышку» за роль Чили Палмера                   |
| 1996 | 53-я      | • Майкл Дуглас — «Американский президент» за роль Эндрю Шепарда                                  |                                                                              |
| 1996 | 53-я      | • Харрисон Форд — «Сабрина» за роль Лайнуса                                                      |                                                                              |
| 1996 | 53-я      | • Стив Мартин — «Отец невесты 2» за роль Джорджа Бэнкса                                          |                                                                              |
| 1996 | 53-я      | • Патрик Суэйзи — «Вонгу Фу, с благодарностью за всё! Джули Ньюмар» за роль мисс Виды Богемы     |                                                                              |
| 1997 | 54-я      |                                                                                                  | • Том Круз — «Джерри Магуайер» за роль Джерри Магуайера                      |
| 1997 | 54-я      | • Антонио Бандерас — «Эвита» за роль Че                                                          |                                                                              |
| 1997 | 54-я      | • Кевин Костнер — «Жестяной кубок» за роль Роя Макэвоя                                           |                                                                              |
| 1997 | 54-я      | • Нейтан Лейн — «Клетка для пташек» за роль Альберта Голдмана                                    |                                                                              |
| 1997 | 54-я      | • Эдди Мёрфи — «Чокнутый профессор» за роль Шермана Клампа/Бадди Лава/Лэнса Перкинса/семьи Кламп |                                                                              |
| 1998 | 55-я      |                                                                                                  | • Джек Николсон — «Лучше не бывает» за роль Мелвина Юдалла                   |
| 1998 | 55-я      | • Джим Керри — «Лжец, лжец» за роль Флетчера Рида                                                |                                                                              |
| 1998 | 55-я      | • Дастин Хоффман — «Плутовство» за роль Стэнли Моттса                                            |                                                                              |
| 1998 | 55-я      | • Кевин Клайн — «Вход и выход» за роль Говарда Брэккета                                          |                                                                              |
| 1998 | 55-я      | • Сэмюэл Л. Джексон — «Джеки Браун» за роль Орделла Робби                                        |                                                                              |
| 1999 | 56-я      |                                                                                                  | • Майкл Кейн — «Голосок» за роль Рэя Сэя                                     |
| 1999 | 56-я      | • Уоррен Битти — «Булворт» за роль Джея Буллингтона Булворта                                     |                                                                              |
| 1999 | 56-я      | • Антонио Бандерас — «Маска Зорро» за роль Алехандро Мурьетты/Зорро                              |                                                                              |
| 1999 | 56-я      | • Джон Траволта — «Основные цвета» за роль Джека Стэнтона                                        |                                                                              |
| 1999 | 56-я      | • Робин Уильямс — «Целитель Адамс» за роль Пэтча Адамса                                          |                                                                              |
| 2000 | 57-я      |                                                                                                  | • Джим Керри — «Человек на Луне» за роль Энди Кауфмана                       |
| 2000 | 57-я      | • Роберт Де Ниро — «Анализируй это» за роль Пола Витти                                           |                                                                              |
| 2000 | 57-я      | • Хью Грант — «Ноттинг-Хилл» за роль Уильяма Такера                                              |                                                                              |
| 2000 | 57-я      | • Шон Пенн — «Сладкий и гадкий» за роль Эммета Рэя                                               |                                                                              |
| 2000 | 57-я      | • Руперт Эверетт — «Идеальный муж» за роль лорда Артура Горинга                                  |                                                                              |

## 2001—2010
| Год  | Церемония | Фотографии лауреатов                                                                                  | Лауреаты и номинанты                                                            |
| ---- | --------- | --- | ------------------------------------------------------------------------------- |
| 2001 | 58-я      | | • Джордж Клуни — «О, где же ты, брат?» за роль Улисса Эверетта Макгилла         |
| 2001 | 58-я      | • Джим Керри — «Гринч — похититель Рождества» за роль Гринча                                          |                                                                                 |
| 2001 | 58-я      | • Джон Кьюсак — «Фанатик» за роль Роба Гордона                                                        |                                                                                 |
| 2001 | 58-я      | • Роберт Де Ниро — «Знакомство с родителями» за роль Джека Бирнса                                     |                                                                                 |
| 2001 | 58-я      | • Мэл Гибсон — «Чего хотят женщины» за роль Ника Маршалла                                             |                                                                                 |
| 2002 | 59-я      | | • Джин Хэкмен — «Семейка Тененбаум» за роль Ройала Тененбаума                   |
| 2002 | 59-я      | • Хью Джекман — «Кейт и Лео» за роль Леопольда                                                        |                                                                                 |
| 2002 | 59-я      | • Юэн Макгрегор — «Мулен Руж!» за роль Кристиана                                                      |                                                                                 |
| 2002 | 59-я      | • Джон Кэмерон Митчелл — «Хедвиг и злосчастный дюйм» за роль Хедвига                                  |                                                                                 |
| 2002 | 59-я      | • Билли Боб Торнтон — «Бандиты» за роль Терри Ли Коллинза                                             |                                                                                 |
| 2003 | 60-я      | | • Ричард Гир — «Чикаго» за роль Билли Флинна                                    |
| 2003 | 60-я      | • Николас Кейдж — «Адаптация» за роль Чарли Кауфмана/Дональда Кауфмана                                |                                                                                 |
| 2003 | 60-я      | • Киран Калкин — «Игби идёт ко дну» за роль Джейсона «Игби» Слокамба-младшего                         |                                                                                 |
| 2003 | 60-я      | • Хью Грант — «Мой мальчик» за роль Уилла Фримана                                                     |                                                                                 |
| 2003 | 60-я      | • Адам Сэндлер — «Любовь, сбивающая с ног» за роль Барри Игана                                        |                                                                                 |
| 2004 | 61-я      | | • Билл Мюррей — «Трудности перевода» за роль Боба Харриса                       |
| 2004 | 61-я      | • Джек Блэк — «Школа рока» за роль Дьюи Финна                                                         |                                                                                 |
| 2004 | 61-я      | • Джонни Депп — «Пираты Карибского моря: Проклятие „Чёрной жемчужины“» за роль капитана Джека Воробья |                                                                                 |
| 2004 | 61-я      | • Билли Боб Торнтон — «Плохой Санта» за роль Вилли                                                    |                                                                                 |
| 2004 | 61-я      | • Джек Николсон — «Любовь по правилам и без» за роль Гарри Сэнборна                                   |                                                                                 |
| 2005 | 62-я      | | • Джейми Фокс — «Рэй» за роль Рэя Чарльза                                       |
| 2005 | 62-я      | • Джим Керри — «Вечное сияние чистого разума» за роль Джоэла Бэриша                                   |                                                                                 |
| 2005 | 62-я      | • Пол Джаматти — «На обочине» за роль Майлза                                                          |                                                                                 |
| 2005 | 62-я      | • Кевин Клайн — «Любимчик» за роль Коула Портера                                                      |                                                                                 |
| 2005 | 62-я      | • Кевин Спейси — «У моря» за роль Бобби Дарина                                                        |                                                                                 |
| 2006 | 63-я      | | • Хоакин Феникс — «Переступить черту» за роль Джонни Кэша                       |
| 2006 | 63-я      | • Пирс Броснан — «Матадор» за роль Джулиана Нобла                                                     |                                                                                 |
| 2006 | 63-я      | • Джефф Дэниэлс — «Кальмар и кит» за роль Бернарда Беркмана                                           |                                                                                 |
| 2006 | 63-я      | • Джонни Депп — «Чарли и шоколадная фабрика» за роль Вилли Вонки                                      |                                                                                 |
| 2006 | 63-я      | • Нейтан Лейн — «Продюсеры» за роль Макса Биалистока                                                  |                                                                                 |
| 2006 | 63-я      | • Киллиан Мёрфи — «Завтрак на Плутоне» за роль Патрика «Котёнка» Брэйдена                             |                                                                                 |
| 2007 | 64-я      | | • Саша Барон Коэн — «Борат» за роль Бората Сагдиева                             |
| 2007 | 64-я      | • Джонни Депп — «Пираты Карибского моря: Сундук мертвеца» за роль капитана Джека Воробья              |                                                                                 |
| 2007 | 64-я      | • Аарон Экхарт — «Здесь курят» за роль Ника Нэйлора                                                   |                                                                                 |
| 2007 | 64-я      | • Уилл Феррелл — «Персонаж» за роль Гарольда Крика                                                    |                                                                                 |
| 2007 | 64-я      | • Чиветел Эджиофор — «Чумовые боты» за роль Лолы                                                      |                                                                                 |
| 2008 | 65-я      | | • Джонни Депп — «Суини Тодд, демон-парикмахер с Флит-стрит» за роль Суини Тодда |
| 2008 | 65-я      | • Том Хэнкс — «Война Чарли Уилсона» за роль Чарли Уилсона                                             |                                                                                 |
| 2008 | 65-я      | • Филип Сеймур Хоффман — «Дикари» за роль Джона Сэвиджа                                               |                                                                                 |
| 2008 | 65-я      | • Джон Рейли — «Взлёты и падения: История Дьюи Кокса» за роль Дьюи Кокса                              |                                                                                 |
| 2008 | 65-я      | • Райан Гослинг — «Ларс и настоящая девушка» за роль Ларса Линдстрома                                 |                                                                                 |
| 2009 | 66-я      | | • Колин Фаррелл — «Залечь на дно в Брюгге» за роль Рэя                          |
| 2009 | 66-я      | • Брендан Глисон — «Залечь на дно в Брюгге» за роль Кена                                              |                                                                                 |
| 2009 | 66-я      | • Джеймс Франко — «Ананасовый экспресс» за роль Сола Силвера                                          |                                                                                 |
| 2009 | 66-я      | • Хавьер Бардем — «Вики Кристина Барселона» за роль Хуана Антонио Гонзало                             |                                                                                 |
| 2009 | 66-я      | • Дастин Хоффман — «Последний шанс Харви» за роль Харви Шайна                                         |                                                                                 |
| 2010 | 67-я      | | • Роберт Дауни-младший — «Шерлок Холмс» за роль Шерлока Холмса                  |
| 2010 | 67-я      | • Майкл Стулбарг — «Серьёзный человек» за роль Ларри Гопника                                          |                                                                                 |
| 2010 | 67-я      | • Джозеф Гордон-Левитт — «500 дней лета» за роль Томаса Хэнсона                                       |                                                                                 |
| 2010 | 67-я      | • Дэниел Дэй-Льюис — «Девять» за роль Гвидо Контини                                                   |                                                                                 |
| 2010 | 67-я      | • Мэтт Деймон — «Информатор» за роль Марка Уитэкра                                                    |                                                                                 |

## 2011—2020
| Год  | Церемония | Фотографии лауреатов                                                         | Лауреаты и номинанты                                                 |
| ---- | --------- | ---------------------------------------------------------------------------- | -------------------------------------------------------------------- |
| 2011 | 68-я      |                                                                              | • Пол Джаматти — «По версии Барни» за роль Барни Панофски            |
| 2011 | 68-я      | • Джонни Депп — «Алиса в Стране чудес» за роль Безумного Шляпника            |                                                                      |
| 2011 | 68-я      | • Джонни Депп — «Турист» за роль Фрэнка Тапело/Александра Пирса              |                                                                      |
| 2011 | 68-я      | • Джейк Джилленхол — «Любовь и другие лекарства» за роль Джейми Рэндалла     |                                                                      |
| 2011 | 68-я      | • Кевин Спейси — «Казино Джек» за роль Джека Абрамоффа                       |                                                                      |
| 2012 | 69-я      |                                                                              | • Жан Дюжарден — «Артист» за роль Джорджа Валентина                  |
| 2012 | 69-я      | • Брендан Глисон — «Однажды в Ирландии» за Джерри Бойла                      |                                                                      |
| 2012 | 69-я      | • Джозеф Гордон-Левитт — «Жизнь прекрасна» за роль Адама Лернера             |                                                                      |
| 2012 | 69-я      | • Райан Гослинг — «Эта — дурацкая — любовь» за роль Джейкоба Палмера         |                                                                      |
| 2012 | 69-я      | • Оуэн Уилсон — «Полночь в Париже» за роль Гила Пендера                      |                                                                      |
| 2013 | 70-я      |                                                                              | • Хью Джекман — «Отверженные» за роль Жана Вальжана                  |
| 2013 | 70-я      | • Джек Блэк — «Берни» за роль Берни Тиде                                     |                                                                      |
| 2013 | 70-я      | • Брэдли Купер — «Мой парень — псих» за роль Пэта Солитано                   |                                                                      |
| 2013 | 70-я      | • Юэн Макгрегор — «Рыба моей мечты» за роль доктора Альфреда Джонса          |                                                                      |
| 2013 | 70-я      | • Билл Мюррей — «Гайд-Парк на Гудзоне» за роль Франклина Д. Рузвельта        |                                                                      |
| 2014 | 71-я      |                                                                              | • Леонардо Ди Каприо — «Волк с Уолл-стрит» за роль Джордана Белфорта |
| 2014 | 71-я      | • Оскар Айзек — «Внутри Льюина Дэвиса» за роль Льюина Дэвиса                 |                                                                      |
| 2014 | 71-я      | • Кристиан Бейл — «Афера по-американски» за роль Ирвинга Розенфельда         |                                                                      |
| 2014 | 71-я      | • Брюс Дерн — «Небраска» за роль Вуди Гранта                                 |                                                                      |
| 2014 | 71-я      | • Хоакин Феникс — «Она» за роль Теодора Туомбли                              |                                                                      |
| 2015 | 72-я      |                                                                              | • Майкл Китон — «Бёрдмэн» за роль Риггана Томсона / Бёрдмэна         |
| 2015 | 72-я      | • Кристоф Вальц — «Большие глаза» за роль Уолтера Кина                       |                                                                      |
| 2015 | 72-я      | • Билл Мюррей — «Святой Винсент» за роль Винсента Маккена                    |                                                                      |
| 2015 | 72-я      | • Рэйф Файнс — «Отель „Гранд Будапешт“» за роль мсье Густава                 |                                                                      |
| 2015 | 72-я      | • Хоакин Феникс — «Врождённый порок» за роль Ларри «Дока» Спортелло          |                                                                      |
| 2016 | 73-я      |                                                                              | • Мэтт Деймон — «Марсианин» за роль Марка Уотни                      |
| 2016 | 73-я      | • Кристиан Бейл — «Игра на понижение» за роль Майкла Барри                   |                                                                      |
| 2016 | 73-я      | • Стив Карелл — «Игра на понижение» за роль Марка Баума                      |                                                                      |
| 2016 | 73-я      | • Аль Пачино — «Второй шанс» за роль Дэнни Коллинза                          |                                                                      |
| 2016 | 73-я      | • Марк Руффало — «Бесконечно белый медведь» (англ.) за роль Кэмерона Стюарта |                                                                      |
| 2017 | 74-я      |                                                                              | • Райан Гослинг — «Ла-Ла Ленд» за роль Себастьяна                    |
| 2017 | 74-я      | • Хью Грант — «Флоренс Фостер Дженкинс» за роль Сент-Клэра Бэйфилда          |                                                                      |
| 2017 | 74-я      | • Райан Рейнольдс — «Дэдпул» за роль Уэйда Уилсона / Дэдпула                 |                                                                      |
| 2017 | 74-я      | • Колин Фаррелл — «Лобстер» за роль Дэвида                                   |                                                                      |
| 2017 | 74-я      | • Джона Хилл — «Парни со стволами» за роль Ефраима Дивероли                  |                                                                      |
| 2018 | 75-я      |                                                                              | • Джеймс Франко — «Горе-творец» за роль Томми Вайсо                  |
| 2018 | 75-я      | • Хью Джекман — «Величайший шоумен» за роль Ф. Т. Барнума                    |                                                                      |
| 2018 | 75-я      | • Дэниел Калуя — «Прочь» за роль Криса Вашингтона                            |                                                                      |
| 2018 | 75-я      | • Стив Карелл — «Битва полов» за роль Бобби Риггса                           |                                                                      |
| 2018 | 75-я      | • Энсел Эльгорт — «Малыш на драйве» за роль «Малыша»                         |                                                                      |
| 2019 | 76-я      |                                                                              | • Кристиан Бейл — «Власть» за роль Дика Чейни                        |
| 2019 | 76-я      | • Лин-Мануэль Миранда — «Мэри Поппинс возвращается» за роль Джека            |                                                                      |
| 2019 | 76-я      | • Вигго Мортенсен — «Зелёная книга» за роль Тони Липа                        |                                                                      |
| 2019 | 76-я      | • Джон Си Райли — «Стэн и Олли» за роль Оливера Харди                        |                                                                      |
| 2019 | 76-я      | • Роберт Редфорд — «Старик с пистолетом» за роль Форреста Такера             |                                                                      |
| 2020 | 77-я      |                                                                              | • Тэрон Эджертон — «Рокетмен» за роль Элтона Джона                   |
| 2020 | 77-я      | • Роман Гриффин Дэвис — «Кролик Джоджо» за роль Джоджо «Кролика» Бецлера     |                                                                      |
| 2020 | 77-я      | • Леонардо Ди Каприо — «Однажды в… Голливуде» за роль Рика Далтона           |                                                                      |
| 2020 | 77-я      | • Дэниел Крейг — «Достать ножи» за роль Бенуа Блана                          |                                                                      |
| 2020 | 77-я      | • Эдди Мерфи — «Меня зовут Долемайт» за роль Руди Рэя Мура                   |                                                                      |

## 2021—2025
| Год  | Церемония | Фотографии лауреатов                                                     | Лауреаты и номинанты                                                   |
| ---- | --------- | ------------------------------------------------------------------------ | ---------------------------------------------------------------------- |
| 2021 | 78-я      |                                                                          | • Саша Барон Коэн — «Борат 2» за роль Бората Сагдиева                  |
| 2021 | 78-я      | • Джеймс Корден — «Выпускной» за роль Барри Гликмана                     |                                                                        |
| 2021 | 78-я      | • Лин-Мануэль Миранда — «Гамильтон» за роль Александра Гамильтона        |                                                                        |
| 2021 | 78-я      | • Дев Патель — «История Дэвида Копперфилда» за роль Дэвида Копперфилда   |                                                                        |
| 2021 | 78-я      | • Энди Сэмберг — «Зависнуть в Палм-Спрингс» за роль Найлза               |                                                                        |
| 2022 | 79-я      |                                                                          | • Эндрю Гарфилд — «Тик-так, бум!» за роль Джонатана Ларсона            |
| 2022 | 79-я      | • Питер Динклэйдж — «Сирано» за роль Сирано де Бержерака                 |                                                                        |
| 2022 | 79-я      | • Леонардо Ди Каприо — «Не смотрите наверх» за роль Рэндалла Минди       |                                                                        |
| 2022 | 79-я      | • Энтони Рамос — «На высоте мечты» за роль Уснави де ла Веги             |                                                                        |
| 2022 | 79-я      | • Купер Хоффман — «Лакричная пицца» за роль Гэри Валентайна              |                                                                        |
| 2023 | 80-я      |                                                                          | • Колин Фаррелл — «Банши Инишерина» за роль Патрика Салливана          |
| 2023 | 80-я      | • Адам Драйвер — «Белый шум» за роль профессора Джека Глэдни             |                                                                        |
| 2023 | 80-я      | • Диего Кальва — «Вавилон» за роль Манни Торреса                         |                                                                        |
| 2023 | 80-я      | • Дэниел Крейг — «Достать ножи: Стеклянная луковица» за роль Бенуа Блана |                                                                        |
| 2023 | 80-я      | • Рэйф Файнс — «Меню» за роль шефа Джулиана Словика                      |                                                                        |
| 2024 | 81-я      |                                                                          | • Пол Джаматти — «Оставленные» за роль Пола Ханема                     |
| 2024 | 81-я      | • Мэтт Деймон — «Air: Большой прыжок» за роль Сонни Ваккаро              |                                                                        |
| 2024 | 81-я      | • Николас Кейдж — «Герой наших снов» за роль Пола Мэттьюса               |                                                                        |
| 2024 | 81-я      | • Джеффри Райт — «Американское чтиво» за роль Телониуса «Монка» Эллисона |                                                                        |
| 2024 | 81-я      | • Хоакин Феникс — «Все страхи Бо» за роль Бо Вассермана                  |                                                                        |
| 2024 | 81-я      | • Тимоти Шаламе — «Вонка» за роль Вилли Вонки                            |                                                                        |
| 2025 | 82-я      |                                                                          | • Себастиан Стэн — «Другой человек» за роль Эдварда Лемюэля/Гая Мораца |
| 2025 | 82-я      | • Джесси Айзенберг — «Настоящая боль» за роль Дэвида Каплана             |                                                                        |
| 2025 | 82-я      | • Хью Грант — «Еретик» за роль мистера Рида                              |                                                                        |
| 2025 | 82-я      | • Гэбриел Лабелль — «Шоу субботним вечером» за роль Лорна Майклза        |                                                                        |
| 2025 | 82-я      | • Глен Пауэлл — «Я не киллер» за роль Гэри Джонсона                      |                                                                        |
| 2025 | 82-я      | • Джесси Племонс — «Виды доброты» за роль Роберта/Дэниэла/Эндрю          |                                                                        |